# Joseph Brunet

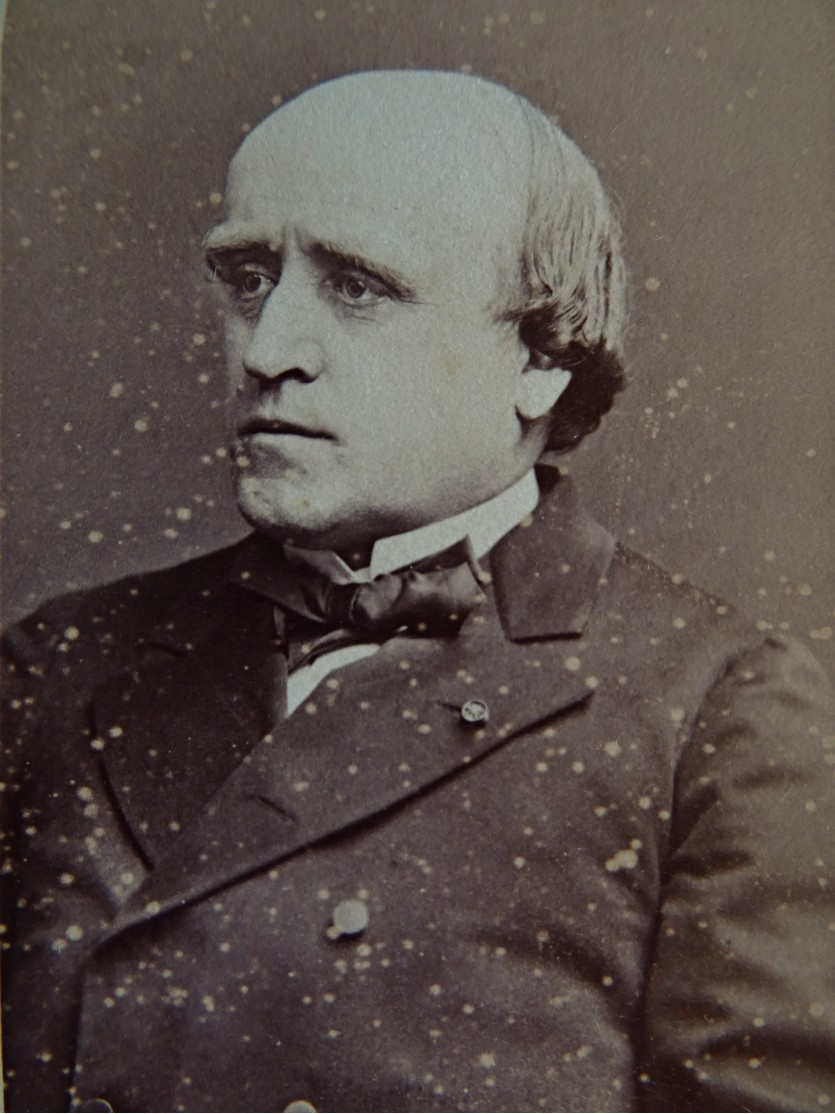
Joseph Brunet

Joseph-Mathieu Brunet (* 4. März 1829 in Arnac-Pompadour; † 6. Januar 1891 in La Bourgade) war ein französischer Jurist und Politiker der Dritten Republik.

## Leben
Sein Vater Jacques Brunet war Buchhalter im Gestüt Pompadour; seine Mutter Cécile Dutheillet-Lamonthezie starb, als er noch klein war.
Er studierte Jura an der Fakultät in Paris und kehrte zurück, um sich als Anwalt in der Anwaltskammer von Limoges einschreiben zu lassen. Einige Monate später, am 11. Mai 1852 in Lubersac, heiratete er Amélina Cousty aus Lubersac. Das Paar hatte drei Kinder – Paul, Joseph und Marie.
Er wurde 1854 zum Substitut in Saint-Yrieix und 1856 zum Substitut in Tulle ernannt. 1858 wurde er zum Richter in Limoges berufen und mit dem Vorsitz einer Kammer betraut. In dieser Zeit kaufte er das Anwesen La Bourgade in der Gemeinde Saint-Hilaire-Bonneval (Haute-Vienne), das von zwei Landgütern umgeben war, die seinem Schwiegervater, Herrn Cousty, gehörten.
Von 1857 bis 1880 war er Generalrat von Lubersac und ab 1862 für vier Jahre Präsident der Départementskammer. 1865 wurde er Vizepräsident des Gerichts des Départements Seine. Während der Belagerung von Paris (1870–1871) vertrat er das Gericht als Präsident.

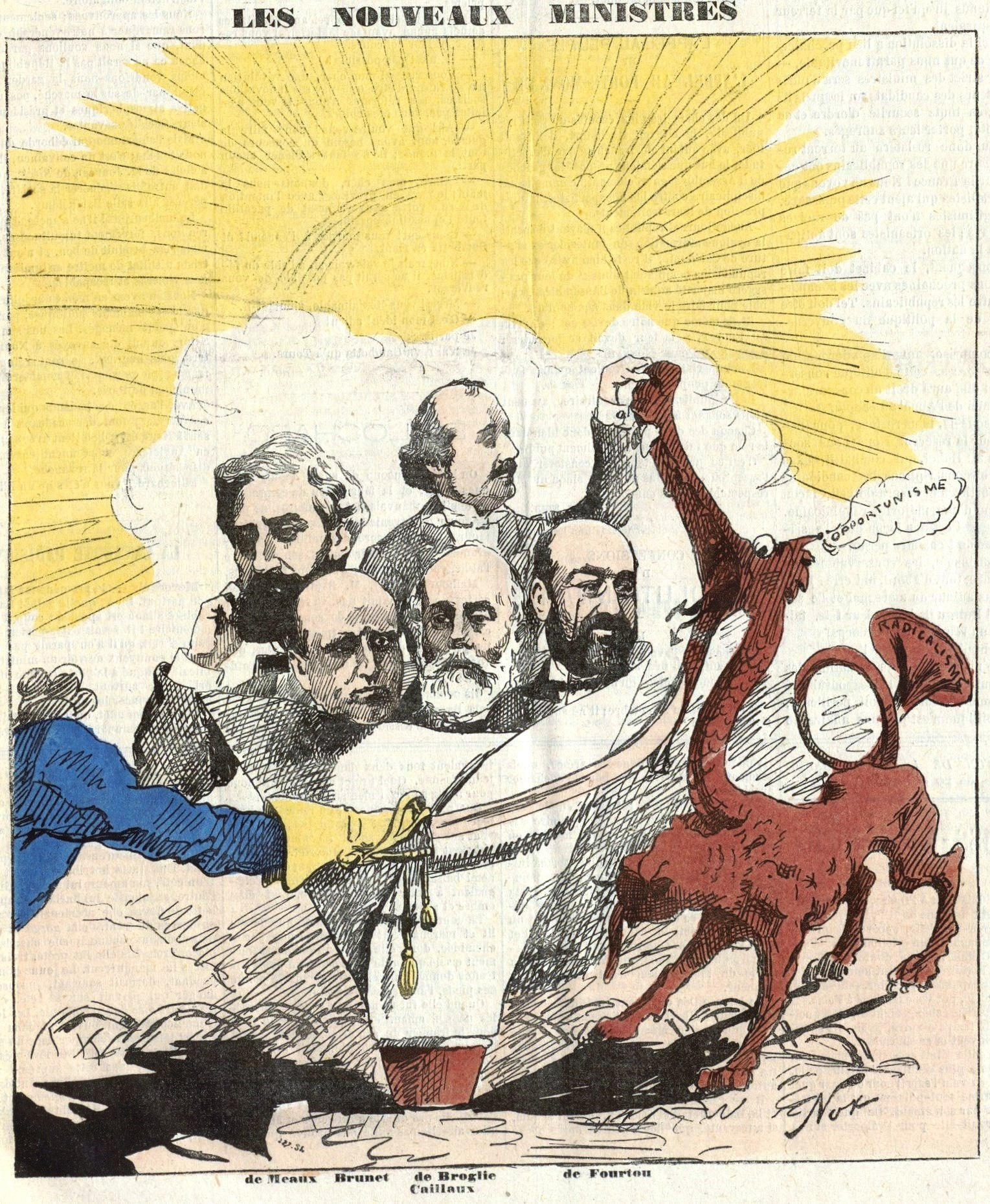
Nouveaux ministres (Jeune garde, 27. Mai 1877)

Nachdem er 1873 bei den Wahlen zur Abgeordnetenkammer unterlegen war, wurde er 1876 in den neugeschaffenen Sénat gewählt. Während der parlamentarischen Krise des 17. Mai 1877 wurde er als Vertreter der Bonapartisten im Kabinett Broglie III zum Bildungsminister ernannt. Die Wahlen vom 14. Oktober 1877 brachten der Linken eine Mehrheit von 120 Sitzen und das Kabinett de Broglie trat am 19. November 1877 zurück. Joseph Brunet nahm daraufhin wieder seinen Platz im Senat ein. Er lehnte die ihm angebotene Stelle als Berater am Kassationsgericht ab und bat darum, wieder als Berater am Berufungsgericht in Paris arbeiten zu dürfen, eine Position, die er bereits innegehabt hatte. Am 21. März 1884 wurde er in den Ruhestand versetzt. Brunet trat bei den Senatswahlen 1885 im Département Corrèze nicht erneut an.
Aufgrund seiner Erfahrung wurde er in ein Schiedsgericht berufen, das Streitigkeiten zum Bau der orientalischen Eisenbahn klären sollte. 1889 wurde er zum Liquidator der Panamagesellschaft berufen; ein Amt, das er aus gesundheitlichen Gründen schnell wieder abgeben musste.
In der Zeitung Le Petit Journal hieß es:

« Wir hatten die Genugtuung, die großen Verdienste des Liquidators, Herrn Brunet, zu würdigen. Ihm eilte ein legitimer Ruf der Ehre und der juristischen Fähigkeiten voraus; er entfaltete in seiner neuen Aufgabe andere, vielleicht seltenere Qualitäten. Denn wir glauben, dass perfekte Geschäftskenntnisse nicht ausreichten, um eine Frage wie die Panama-Frage zu behandeln. Mit unermüdlichem Eifer stellte Herr Brunet die Ordnung in einer heiklen Buchhaltung wieder her, reduzierte die Zahl der dringenden Kosten auf ein absolutes Minimum und ermöglichte es so, viel Zeit zu gewinnen. Zeit ist hier Geld. »

Er wurde 1870 zum Offizier der Ehrenlegion ernannt.